# Europejska Partia Ludowa

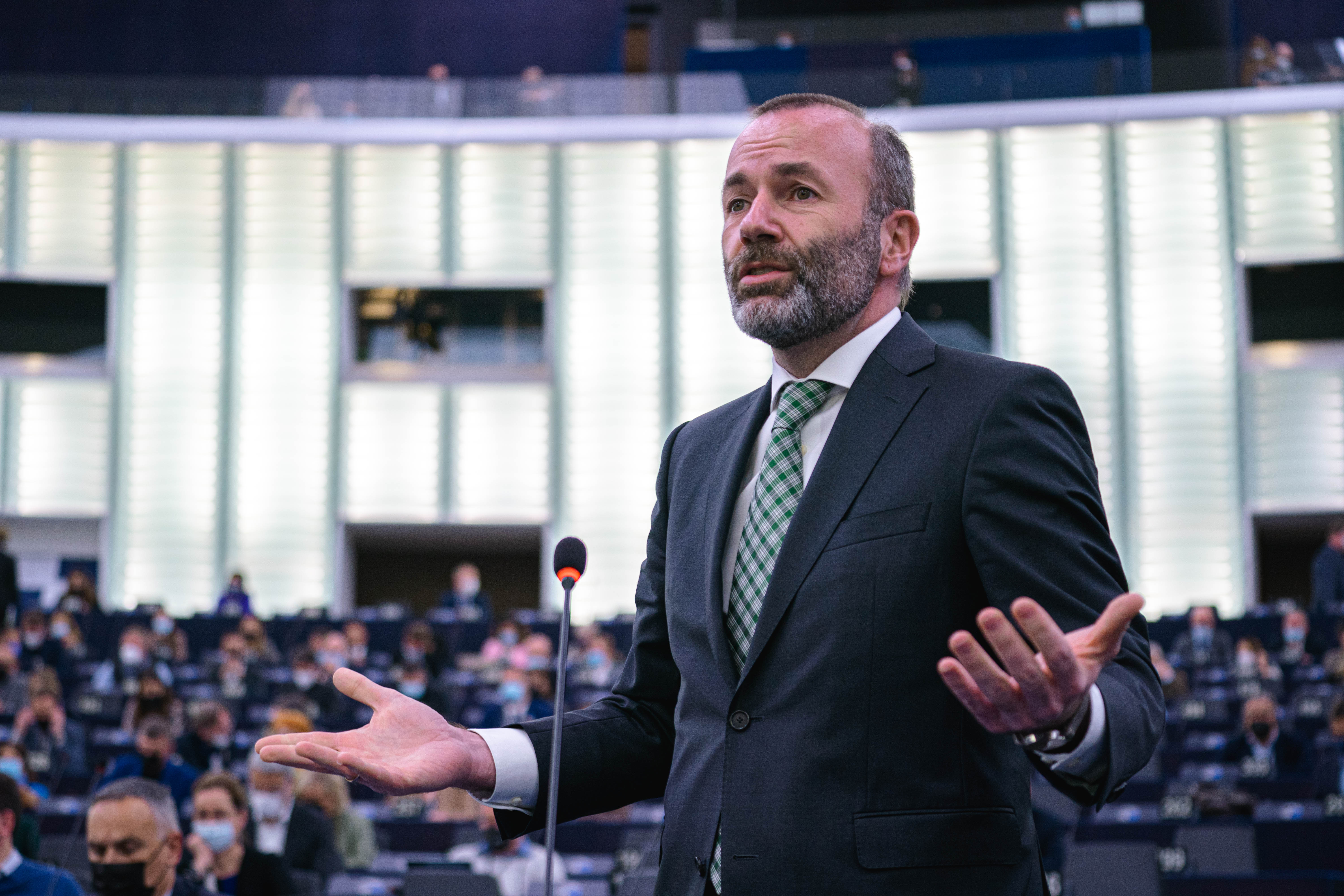
Przewodniczący Europejskiej Partii Ludowej Manfred Weber

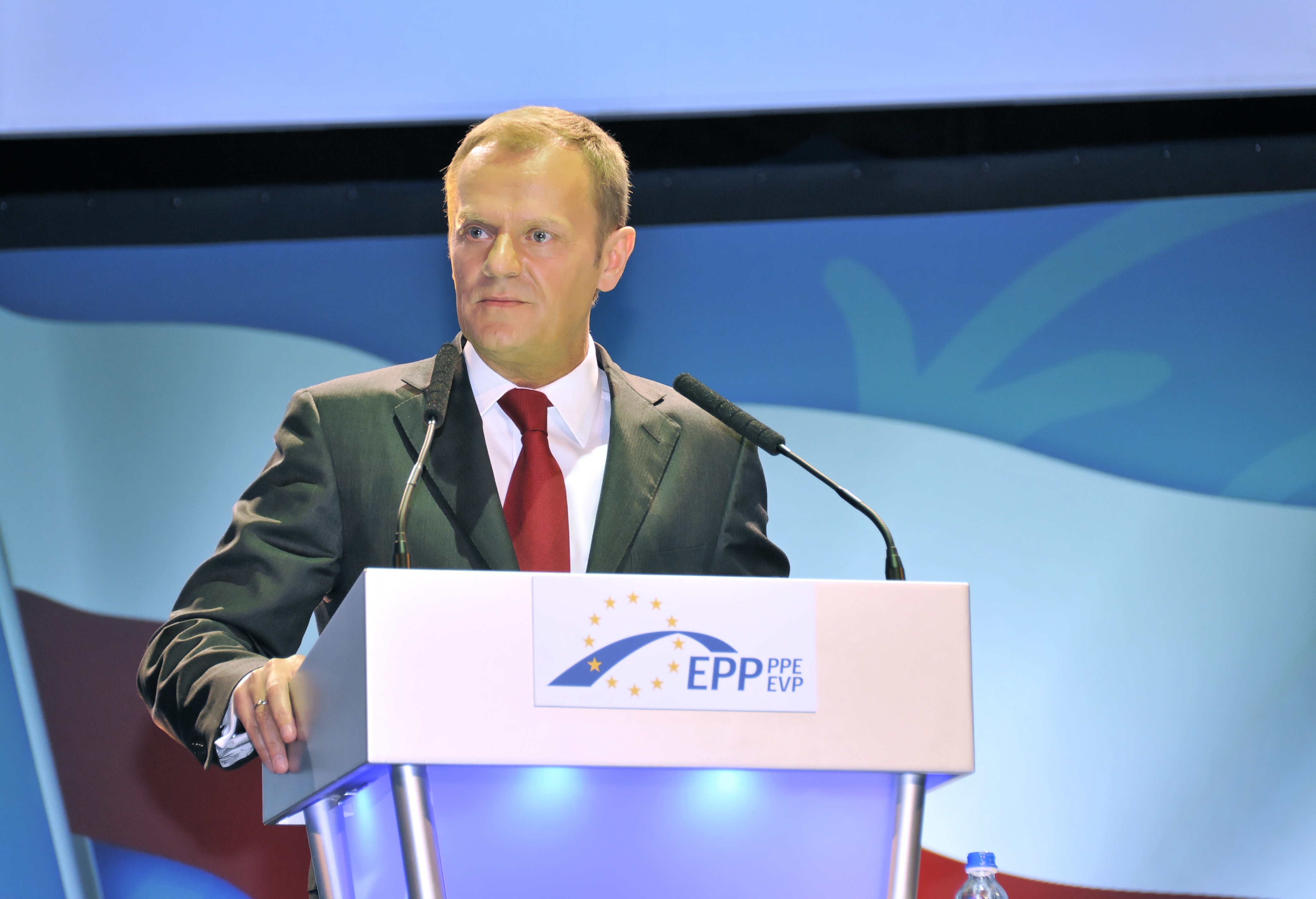
Przewodniczący Europejskiej Partii Ludowej w latach 2019–2022, Donald Tusk, podczas Kongresu EPP w Warszawie, 2009

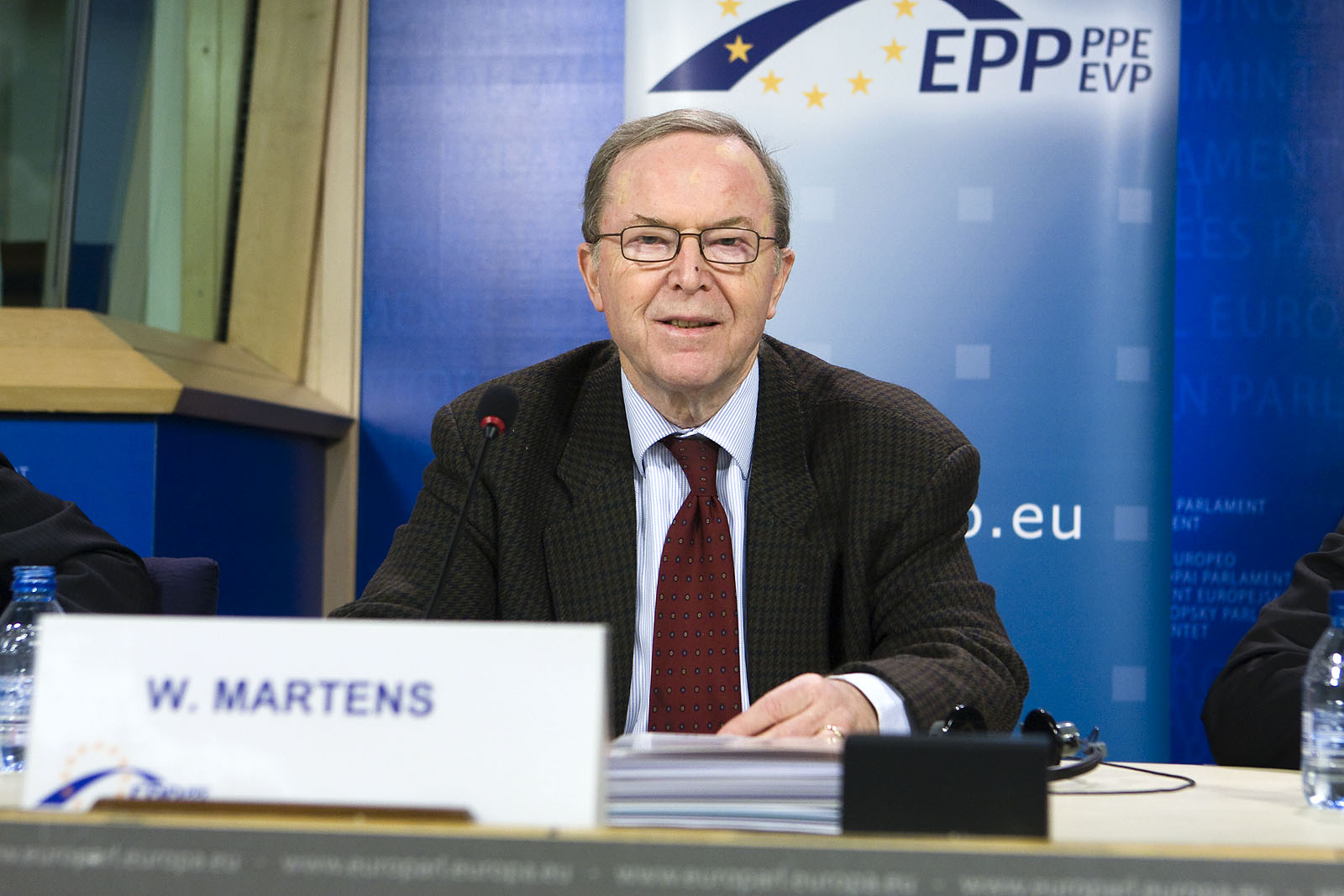
Przewodniczący Europejskiej Partii Ludowej w latach 1990–2013 Wilfried Martens

Europejska Partia Ludowa (dawniej określana też jako Europejska Partia Obywatelska; fr. Parti Populaire Européen, PPE, ang. European People’s Party, EPP), EPL – europejska partia polityczna, w skład której wchodzą głównie partie proeuropejskie, chadeckie, ludowe, konserwatywno-liberalne, liberalno-konserwatywne krajów Unii Europejskiej. Powstała 8 lipca 1976 z inicjatywy Europejskiej Unii Chrześcijańsko-Demokratycznej wchodzącej w skład Międzynarodówki Chrześcijańsko-Demokratycznej.
W jej skład wchodzą 73 partie członkowskie z 39 krajów, kilkunastu szefów państw i rządów Unii Europejskiej, 14 członków Komisji Europejskiej (w tym Przewodniczący Komisji Europejskiej).
Reprezentacją EPP w Parlamencie Europejskim, począwszy od I kadencji w 1979, jest Grupa Europejskiej Partii Ludowej (Chrześcijańscy Demokraci). W latach 1999–2009 frakcja funkcjonowała pod nazwą Grupa Europejskiej Partii Ludowej (Chrześcijańscy Demokraci) i Europejskich Demokratów. Po wyborach z 2009 ponownie powołała grupę pod wcześniejszą nazwą, pozostając największą grupą parlamentarną w Parlamencie Europejskim (265 członków na początku VII kadencji).

## Manifest EPP
W ramach kampanii wyborczej przed wyborami do Parlamentu Europejskiego w 2009 Europejska Partia Ludowa przyjęła podczas Kongresu w Warszawie w kwietniu 2009 Manifest Wyborczy. Jego głównymi punktami są:
- tworzenie nowych miejsc pracy, kontynuowanie reform, inwestowanie w edukację, kształcenie ustawiczne oraz zatrudnienie, aby tworzyć szanse dla wszystkich,
- zapobieganie protekcjonizmowi, koordynacja polityki fiskalnej i monetarnej,
- zwiększenie stopnia przejrzystości i nadzoru rynków finansowych,
- zajęcie przez Europę pozycji światowego lidera w dziedzinie „zielonych technologii”,
- wzrost udziału odnawialnych źródeł energii do co najmniej 20% całości źródeł energii do roku 2020,
- wprowadzenia rozwiązań prorodzinnych, które umożliwiają rodzicom pracę w elastycznym wymiarze godzin, usprawnienie rozwiązań z zakresu opieki nad dziećmi i polityki mieszkaniowej oraz prorodzinnej polityki fiskalnej, jak również promowanie korzystania z urlopu rodzicielskiego przez obojga rodziców pracujących,
- przyjęcie przez Europę długoterminowej strategii przyciągania utalentowanych i wykwalifikowanych pracowników z innych obszarów świata.

## Struktura
Przewodniczący EPP:

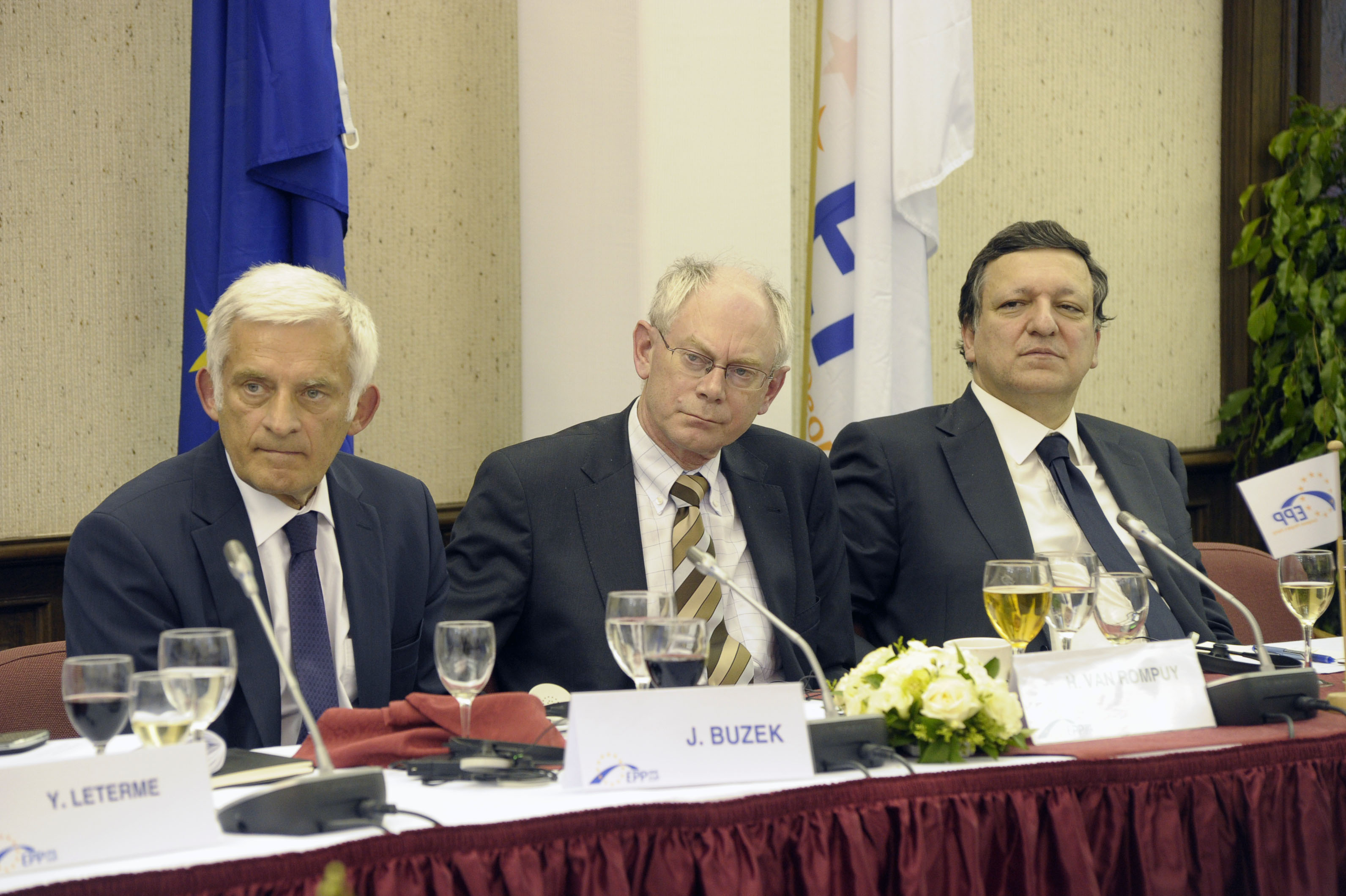
Przewodniczący trzech głównych instytucji UE Jerzy Buzek, Herman Van Rompuy i José Manuel Barroso na szczycie EPP

- Leo Tindemans (Belgia, 1976–1985),
- Piet Bukman (Holandia, 1985–1987),
- Jacques Santer (Luksemburg, 1987–1990),
- Wilfried Martens (Belgia, 1990–2013),
- Joseph Daul (Francja, 2013–2019),
- Donald Tusk (Polska, 2019–2022[3]),
- Manfred Weber (Niemcy, od 2022[4])

### Działalność
Europejska Partia Ludowa działa na poziomie głównych instytucji UE.
Na zaproszenie przewodniczącego Europejskiej Partii Ludowej, przewodniczący Komisji Europejskiej, przewodniczący Rady Europejskiej, przewodniczący Parlamentu Europejskiego oraz szefowie państw i rządów (i przywódców opozycji) należących do EPP zwyczajowo spotkają się kilka godzin przed szczytem Rady Europejskiej w „Académie Royale” w Brukseli na szczycie EPP w celu uzgodnienia wspólnych stanowisk.
W ciągu ostatnich dwóch lat EPP organizuje regularnie spotkania ministrów EPP przed posiedzeniami Rady Unii Europejskiej. Posiedzenia ministrów EPP mają zazwyczaj miejsce w siedzibie Partii. EPP organizuje w sumie dziesięć różnych spotkaniach ministrów: Spraw Zagranicznych, Gospodarki i Finansów, Zatrudnienia i Spraw Socjalnych, Przemysłu, Obrony, Rolnictwa, Środowiska, Sprawiedliwości i Spraw Wewnętrznych, Transportu, Energii.
EPP organizuje także spotkania ad hoc jej afiliowanych członków Komisji Europejskiej i zaprasza poszczególnych komisarzy na szczyty EPP i/lub spotkania ministrów EPP.
Zgodnie ze zmianą rozporządzenia UE regulującego status partii europejskich, EPL jest wyłącznie odpowiedzialna za organizację ogólnoeuropejskiej kampanii do wyborów do Parlamentu Europejskiego co pięć lat. Według Traktatu Lizbońskiego, EPP (jak wszystkie partie europejskie) musi przedstawić w ramach kampanii przed wyborami do Parlamentu Europejskiego, kandydata na przewodniczącego Komisji Europejskiej. EPP uczyniła to już przed ratyfikacją Traktatu Lizbońskiego, przedstawiając kandydaturę José Manuela Barroso na drugą kadencję w kwietniu 2009.

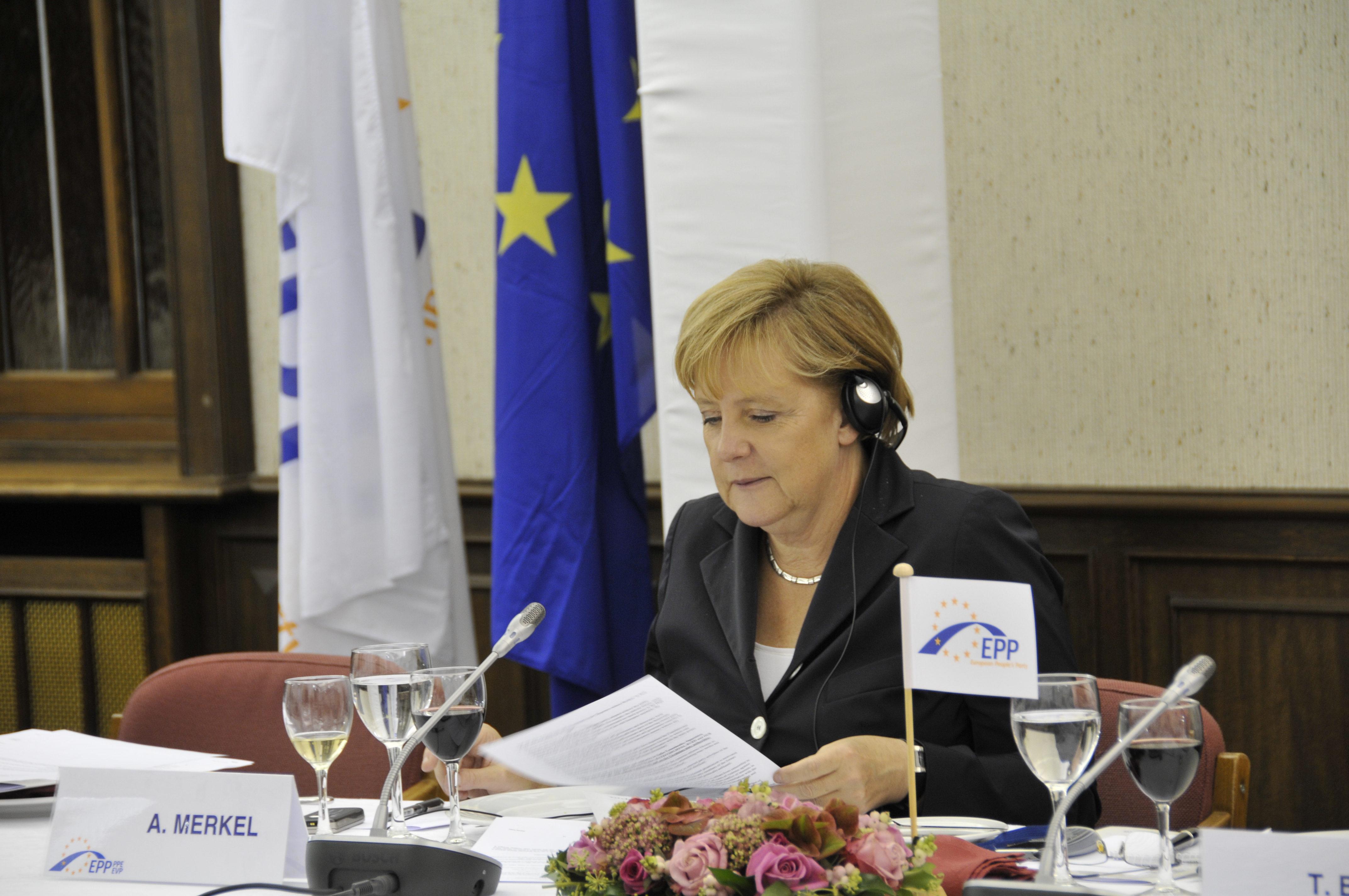
Była kanclerz Niemiec Angela Merkel na szczycie EPP w Meise (Belgia)

## Europejska Partia Ludowa w instytucjach europejskich
W skład EPL wchodzi obecnie Przewodnicząca Komisji Europejskiej Ursula von der Leyen (CDU). W przeszłości politycy tej partii piastowali funkcje Przewodniczącego Komisji Europejskiej, Przewodniczącego Rady Europejskiej oraz Przewodniczącego Parlamentu Europejskiego. Do 2012 Jerzy Buzek (PO) pełnił funkcję Przewodniczącego Parlamentu Europejskiego.

### Komisja Europejska
W kwietniu 2009 podczas Kongresu wyborczego EPL w Warszawie przed wyborami do Parlamentu Europejskiego EPL ponownie nominowała – pod warunkiem wygrania przez EPL wyborów – José Manuela Barroso na swojego kandydata na stanowisko przewodniczącego Komisji Europejskiej. Ponieważ EPP odniosła zdecydowane zwycięstwo w tych wyborach, nominacja José Manuela Barroso została zatwierdzona przez Radę Europejską, a następnie został on wybrany bezwzględną większością głosów w Parlamencie Europejskim na drugą kadencję.
27 listopada 2009 Barroso przedstawił skład Komisji „Barroso II”, do której wchodzi 13 (spośród 27) komisarzy będących członkami EPL. W styczniu 2010 Rumiana Żelewa została zastąpiona przez Kristalinę Georgiewą.
- José Manuel Barroso – przewodniczący
- Viviane Reding – sprawiedliwość, prawa podstawowe i obywatelstwo
- Antonio Tajani – (Wiceprzewodniczący EPL) przemysł i przedsiębiorczość
- Michel Barnier – (Wiceprzewodniczący EPL) rynek wewnętrzny i usługi
- Dacian Ciolos – rolnictwo i rozwój obszarów wiejskich
- John Dalli – zdrowie i polityka konsumencka
- Johannes Hahn – polityka regionalna
- Connie Hedegaard – działania w dziedzinie klimatu
- Kristalina Georgiewa – współpraca międzynarodowa, pomoc humanitarna i reagowanie kryzysowe
- Janusz Lewandowski – programowanie finansowe i budżet
- Günther Oettinger – energia
- Andris Piebalgs – rozwój
- Algirdas Šemeta – podatki i unia celna, audyt i zwalczanie nadużyć finansowych

### Parlament Europejski
Grupa EPL jest największą grupą polityczną w Parlamencie Europejskim. W jej skład wchodzi 265 europosłów. Kandydaci wybrani z list partii członkowskich EPL w wyborach do Parlamentu Europejskiego zobowiązani są przystąpić do Grupy EPL w Parlamencie Europejskim. Zgodnie ze statutem EPL Przewodniczący Grupy EPL jest ex-officio Wiceprzewodniczącym EPL.

## Poza Unią Europejską

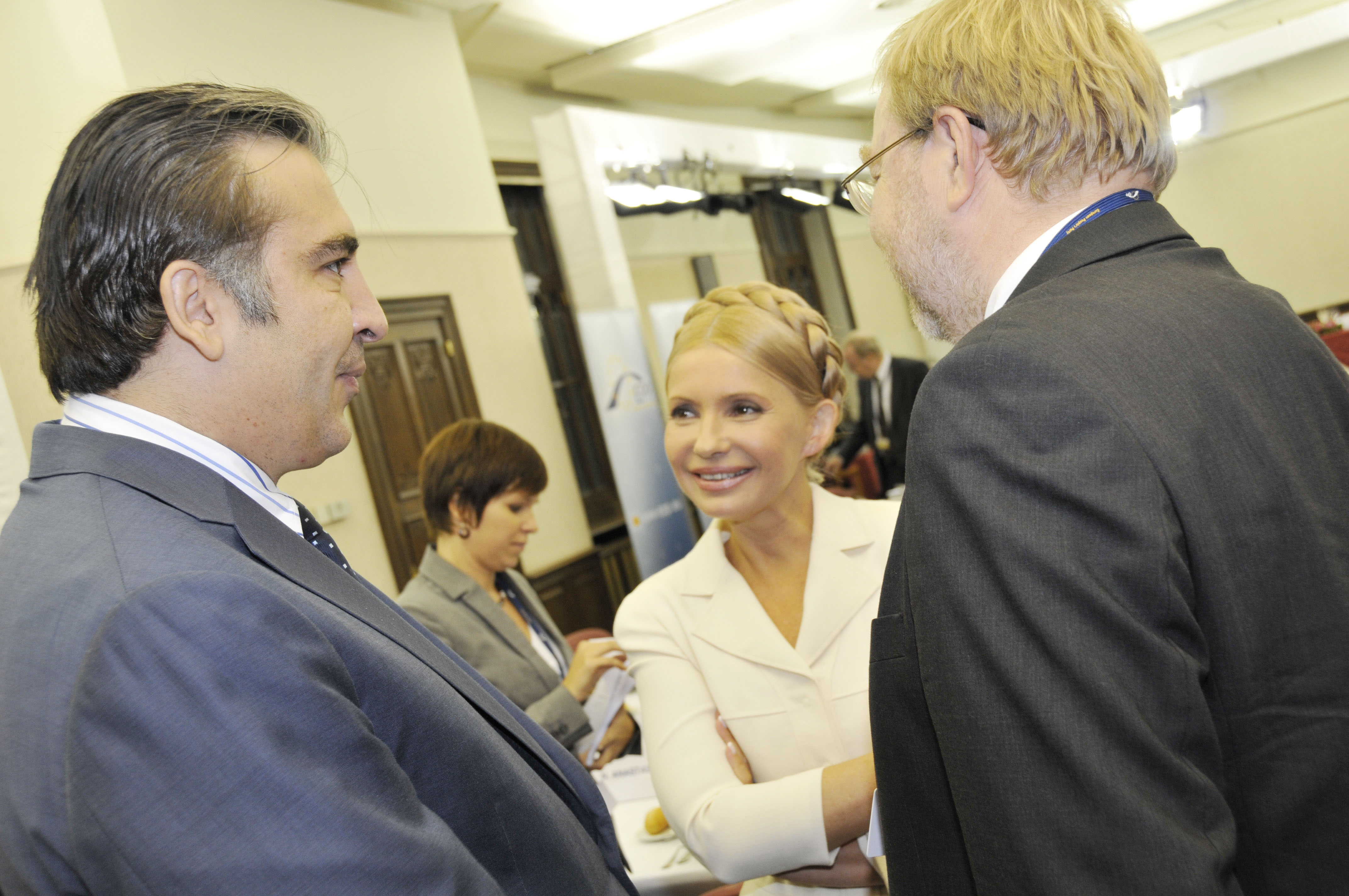
Prezydent Gruzji Micheil Saakaszwili oraz była Premier Ukrainy Julia Tymoszenko podczas szczytu EPP

Poprzez członkostwo partii stowarzyszonych w skład EPP wchodzi także 4 szefów państw i rządów z krajów spoza UE: Sali Berisha (Albania, DP), Nikoła Gruewski (Macedonia Północna, VMRO-DPMNE) i Micheil Saakaszwili (Gruzja, UNM).
EPP obejmuje także grupy parlamentarne w zgromadzeniach parlamentarnych Rady Europy, pod przewodnictwem Luca Volontè (Włochy, UDC) i OBWE, której przewodniczy Walburga Habsburg Douglas (Szwecja, MOD).
W ostatnich latach EPP rozwinęła stosunki dwustronne z głównymi partiami konserwatywnymi spoza Europy. Z powodu silnego ukierunkowania transatlantyckiego działalność międzynarodowa partii skupiła się szczególnie na Ameryce Północnej. EPP utrzymuje stosunki z International Republican Institute (IRI).
EPP jest europejskim skrzydłem dwóch centroprawicowych organizacji wielostronnych: Międzynarodówki Centrowych Demokratów (CDI) i Międzynarodowej Unii Demokratycznej (IDU). EPL jest również członkiem European Movement International.

## Partie należące do Europejskiej Partii Ludowej
Partie związane z Europejską Partią Ludową dzielą się na ugrupowania członkowskie, stowarzyszone i obserwatorów.

### Ugrupowania członkowskie
Austria
- Österreichische Volkspartei (Austriacka Partia Ludowa)

 Belgia
- Christen-Democratisch en Vlaams (Chrześcijańscy Demokraci i Flamandowie, flamandzka)
- Centre démocrate Humaniste (Humanistyczne Centrum Demokratów)

 Bułgaria
- Български народен съюз (Bułgarski Związek Ludowy)
- Демократи за силна България (Demokraci na rzecz Silnej Bułgarii)
- Граждани за европейско развитие на България (Obywatele na rzecz Europejskiego Rozwoju Bułgarii)
- Демократическа партия (Partia Demokratyczna)
- Съюз на Демократичните Сили (Związek Sił Demokratycznych)

 Chorwacja
- Hrvatska seljačka stranka (Chorwacka Partia Chłopska)
- Hrvatska demokratska zajednica (Chorwacka Wspólnota Demokratyczna)

 Cypr
- Δημοκρατικός Συναγερμός (Koalicja Demokratyczna)

 Czechy
- Křesťansko-demokratická unie – Československá strana lidová (Unia Chrześcijańska i Demokratyczna – Czechosłowacka Partia Ludowa)

 Dania
- Det Konservative Folkeparti (Konserwatywna Partia Ludowa)
- Kristendemokraterne (Chrześcijańscy Demokraci)

 Estonia
- Isamaa ja Res Publica Liit (Unia Pro Patria i Res Publica)

 Finlandia
- Kansallinen Kokoomus (Partia Koalicji Narodowej)

 Francja
- Republikanie

 Grecja
- Νέα Δημοκρατία (Nowa Demokracja)

 Hiszpania
- Unió Democràtica de Catalunya (Demokratyczna Unia Katalonii)
- Partido Popular (Partia Ludowa)

 Holandia
- Christen-Democratisch Appèl (Apel Chrześcijańsko-Demokratyczny)

 Irlandia
- Fine Gael (Irlandzka Rodzina)

 Litwa
- Tėvynės sąjunga – Lietuvos krikščionys demokratai (Związek Ojczyzny – Litewscy Chrześcijańscy Demokraci)

 Luksemburg
- Chrëschtlech Sozial Vollekspartei (Chrześcijańsko-Społeczna Partia Ludowa)

 Łotwa
- Vienotība (Jedność)

 Malta
- Partit Nazzjonalista (Partia Narodowa)

 Niemcy
- Christlich Demokratische Union (Unia Chrześcijańsko-Demokratyczna)
- Christlich Soziale Union (Unia Chrześcijańsko-Społeczna)

 Polska
- Platforma Obywatelska
- Polskie Stronnictwo Ludowe

 Portugalia
- Partido do Centro Democrático e Social – Partido Popular (Partia Ludowa)
- Partido Social Democrata (Partia Socjaldemokratyczna)

 Rumunia
- Partidul Naţional Ţărănesc Creştin şi Democrat (Chrześcijańsko-Demokratyczna Narodowa Partia Rolników)
- Partidul Național Liberal (Partia Narodowo-Liberalna)
- Partidul Mișcarea Populară (Partia Ruchu Ludowego)
- Uniunea Democrată Maghiară din România (Węgierska Unia Demokratyczna w Rumunii)

 Słowacja
- Magyar Koalíció Pártja (Partia Węgierskiej Koalicji)
- Kresťansko-demokratické hnutie (Ruch Chrześcijańsko-Demokratyczny)
- Slovenská demokratická a kresťanská únia (Słowacka Unia Chrześcijańska i Demokratyczna – Partia Demokratyczna)

 Słowenia
- Nova Slovenija (Nowa Słowenia)
- Slovenska demokratska stranka (Słoweńska Partia Demokratyczna)
- Slovenska ljudska stranka (Słoweńska Partia Ludowa)

 Szwecja
- Moderaterna (Umiarkowana Partia Koalicyjna)
- Kristdemokraterna (Chrześcijańscy Demokraci)

 Węgry
- Kereszténydemokrata Néppárt (Chrześcijańsko-Demokratyczna Partia Ludowa)

 Włochy
- Popolo della Libertà (Lud Wolności)
- Popolari UDEUR (Ludowcy-UDEUR)
- Unione dei Democratici Cristiani e di Centro (Unia Chrześcijańskich Demokratów i Centrum)

### Ugrupowania stowarzyszone
Norwegia
- Høyre (Norweska Partia Konserwatywna)

 Serbia
- Демократска странка Србије (Demokratyczna Partia Serbii)
- Г17+ (G17 Plus)

 Szwajcaria
- Christlichdemokratische Volkspartei (Chrześcijańsko-Demokratyczna Partia Ludowa Szwajcarii)

### Obserwatorzy
Albania
- Partia Demokratike e Shqipërisë (Demokratyczna Partia Albanii)

 Białoruś
- Беларускі Народны Фронт „Адраджэньне” (Białoruski Front Ludowy)
- Аб'яднаная грамадзянская партыя (Zjednoczona Partia Obywatelska)

 Bośnia i Hercegowina
- Stranka Demokratske Akcije (Partia Akcji Demokratycznej)
- Hrvatska demokratska zajednica Bosne i Hercegovine (Chorwacka Unia Demokratyczna w Bośni i Hercegowinie)
- Partija demokratskog progresa RS (Partia Demokratycznego Postępu)

 Chorwacja
- Demokratski centar (Centrum Demokratyczne)

 Finlandia
- Suomen Kristillisdemokraatit (Chrześcijańscy Demokraci)

 Gruzja
- Ertiani Natsionaluri Modzraoba (Zjednoczony Ruch Narodowy)

 Macedonia Północna
- ВМРО-ДПМНЕ (VMRO-DPMNE)

 Mołdawia
- Partidul Popular Creştin Democrat (Mołdawska Chrześcijańsko-Demokratyczna Partia Ludowa)

 Norwegia
- Kristelig Folkeparti (Partia Chrześcijańsko-Demokratyczna)

 San Marino
- Partito Democratico Cristiano Sammarinese (Chrześcijańsko-Demokratyczna Partia San Marino)

 Serbia
- Vajdasági Magyar Szövetség (Sojusz Węgrów Wojwodiny)

 Ukraina
- Всеукраїнське об'єднання „Батьківщина” (Batkiwszczyna)
- Народний Рух України (Ludowy Ruch Ukrainy)
- Народний Союз «Наша Україна» (Ludowy Związek „Nasza Ukraina”)
- Український демократичний альянс за реформи (UDAR)

 Włochy
- Südtiroler Volkspartei (Południowotyrolska Partia Ludowa)

## Zmiany w członkostwie
18 marca 2021 roku z partii wystąpił węgierski Fidesz. Fidesz wystąpił z EPL, po konflikcie, w wyniku którego został zawieszony w prawach członka.